# Овражки (станція)
Овражки — залізнична станція Московської залізниці, на межі селище Малахівка Люберецького району Московської області. 
Вихід на єдину платформу здійснюється по настилам через колії. Турнікетами не обладнана. Час руху до Москви — 45 хвилин.
На північний захід від станції відходить чотирикілометрова колія на Кореневський кар'єр. На захід від платформи проходить зміна напрямку з правостороннього на лівосторонній рух, колії схрещуються по різному.